# Medizinische Universität Plowdiw
Die Medizinische Universität Plowdiw (bulgarisch Медицински университет в Пловдив, Medizinski uniwersitet w Plowdiw) in Plowdiw, Bulgarien, wurde 1945 gegründet.
Die Universität verfügt über die Fakultäten von Medizin, Zahnheilkunde, Pharmazie, Öffentliche Gesundheit, eine Abteilung Sprachen mit Trainingszentrum sowie ein Krankenhaus mit 2000 Betten. Zu den Einrichtungen gehören Laboratorien, Kliniken und Abteilungen für Diagnostik und Behandlung, Forschungstätigkeiten und die Ausbildung von Medizin- und Zahnmedizinstudierenden. Die zentrale Universitätsbibliothek bietet den Studierenden 170.000 Bände in vielen Sprachen sowie eine Internethalle und ein lokales Netz (mit Medline und Micromedex).
Die Universität gibt eine Zeitschrift namens Folia Medica heraus, die mit mehr als 326 Spezialisten aus über 54 Ländern ausgetauscht wird. Jedes Jahr werden über 3800 bulgarische und ausländische Studierende an der Universität ausgebildet.
Die Universität ist Mitglied im Netzwerk der Balkan-Universitäten (Albanien, Bosnien-Herzegowina, Bulgarien, Griechenland, Kosovo, Kroatien, Rumänien, Serbien, Slowenien, Türkei, Mazedonien, Moldawien, Montenegro).